# Federazione Italiana Hockey
La Federazione Italiana Hockey (F.I.H.) è una Federazione Sportiva Nazionale federata e riconosciuta dal Comitato olimpico nazionale italiano (CONI) è costituita da tutte le Società ed Associazioni Sportive Dilettantistiche che, senza fini di lucro, praticano in Italia l’hockey su prato, l'hockey su prato indoor, il parahockey, il beach hockey, l’hockey promozionale, del floorball e il lacrosse.
La F.I.H. è l’unico ente che rappresenta l’Italia presso la Federazione Internazionale Hockey (I.H.F.) e presso la Federazione Europea Hockey (E.H.F.) ed è quindi l’unico rappresentante di tali federazioni nel territorio italiano. 
Ha sede a Roma, in Viale Tiziano 74.

## Storia

### Anni 1930
1936 la disciplina dell'hockey su prato fa parte della Federazione Italiana Pattinaggio a Rotelle.

### Anni 1940
1948 Commissione per l’Hockey Prato Giuseppe Alberti, Ermanno Mari e Amleto Sommariva. 
1949 Commissione Hockey Prato: Lombardo Festa, Ermanno Mari. 

### Anni 1950
1953 Commissione Hockey Prato: Enrico Quaranta, Libero Zanier. 
Nel XI Congresso della FIHP, svoltosi a Spoleto nel 1957, le Società di Hockey su Prato riuscirono ad ottenere la costituzione di una Commissione per l’Hockey su Prato, in virtù delle Olimpiadi affidate all’Italia (Roma), separandone la conduzione dalle direttive della FIHP. Come presidente di tale Commissione venne eletto Giovanni Brinchi Giusti, mentre a componenti furono eletti Mario Libotte, Sergio Baroni, Paolo Perugini e Franco Verardi. Al termine delle Olimpiadi romane la Commissione per l’Hockey su Prato fu sciolta e l’hockey tornò sotto la conduzione della FIHP che nel frattempo aveva modificato il proprio Statuto che prevedeva per l’Hockey su Prato l’elezione di un proprio Consigliere Federale che furono: 

### Anni 1960
Biennio 1961 - 1962 e 1963 – 1964: Ermanno Mari 
Biennio 1965 – 1966: Franco Verardi 
Nel 1966, nell’ambito del Congresso della Federazione Internazionale svoltosi a Il Cairo, le Nazioni approvarono lo Statuto in cui ribadirono che l’appartenenza alla Federazione Internazionale Hockey necessitava della iscrizione e l’appartenenza unilaterale, con proprio Statuto Federale. Il CONI e la Federazione Hockey e Pattinaggio furono costretti a riconoscere la Commissione Italiana Hockey su Prato (CIHsP, successivamente modificata in CIHP). Tale Commissione venne ufficializzata dal Congresso di Venezia nel 1969 e dal Congresso di Vietri sul Mare nel 1971. 

### Anni 1970
A Firenze il 29 settembre 1973 si tenne la prima Assemblea costitutiva presso il Centro Tecnico FIGC di Coverciano - Aula Magna. I sodalizi affiliati erano 99, 77 con diritto al voto, 74 presenti. I sodalizi aderenti alla Commissione Italiana Hockey Prato (CIHP) riuniti in Assemblea Straordinaria costituirono la Federazione Italiana Hockey su Prato (FIHsP) sancendo il definitivo distacco dalla Federazione Italiana Hockey e Pattinaggio (FIHP).Con 240 voti su 240 venne eletto il 1° Consiglio Federale della FIHsP così composto: Presidente: Antonio Triglia (Roma); Vice-Presidenti: Luigi Corbò (Roma), Paolo Bonomi (Vigevano, PV); Consiglieri: Franco Arangino e Giuliano Loddo (Cagliari), Claudio Benedusi, (Roma), Edoardo De Vecchi (Trieste), Francesco Giagulli (Villafranca, VR), Francesco Tondo (Roma), Alfredo Lisi (Firenze), Giuseppe Lamberti (Bra, CN). Collegio dei Revisori dei Conti effettivi: Ugo Zorco (Cagliari), Alberto Minelli (Firenze); supplenti: Gabriele Barberi (Torre del Greco, NA) e Giancarlo Crovella (Torino). 
Il 2 marzo 1975 a Roma, Palazzo delle Federazioni, fu eletto il 2^ Consiglio Federale della FIHsP che risultò così composto: Presidente: Antonio Triglia (Roma); VicePresidenti: Franco Verardi (BO) e Luigi Corbò (Roma); Consiglieri: Sergio Melai (PD), Franco Caggianelli (TS), Luciano Cecca (TO), Lorenzo Mazzolini, Luciano Pizzoli e Roberto Mechelli (Roma), Germano Avalle (Vigevano, PV), Augusto Lorenzoni (Bra,CN). Collegio dei Revisori dei Conti effettivi; Santino Melissano (MI) e Alberto Minelli (FI); supplenti: Antonio Salvemini (FI) e Alberto Sereni (Viareggio, LU). Luciano Cecca dunque faceva parte del Consiglio da qui possiamo presumere la fondatezza della sua affermazione in merito alla presidenza di Alfier e a alla presenza di Luigi Corbò nell’organismo federale. 
Dalla successiva Assemblea Elettiva (1977, 8 gennaio Bologna, palazzo di Re Enzo) Corbò non risulta più come componente del Consiglio Federale. Elezione del 3° Consiglio Federale della FIHsP. Presidente: Antonio Triglia (Roma); Vice-Presidenti: Giuseppe Figus (Cagliari), Mario Carrus (Roma); Consiglieri: Elda Bonomi (Vigevano, PV), Gianfranco Benevenuta (Bra, CN), Aldo Giannoli e Luciano Pizzoli (Roma), Giuseppe Risatti (Riva del Garda, TN), Roberto Mechelli (Roma), Luigi Baraggia (Novara), Sergio Melai (Padova).Collegio dei Revisori dei Conti effettivi; Santino Melissano (Milano) e Marcella Mastroianni (Roma); supplenti: Francesco Casula (Cagliari) e Augusto Mascia (Trieste). 

### Anni 1980
Antonio Triglia rimane presidente fino al 1985 quando nella IX Assemblea elettiva è eletto presidente Sergio Melai con i seguenti consiglieri: Francesco Ferrero (Genova), Luca Di Mauro (Catania), Mario Steffenel (Rovigo), Roberto Polloni e Angela Ramello (Torino), Roberto Mechelli (Roma), Domenico Libralon (Villar Perosa, TO), Giorgio Onano e Franco Arangino (CA), Gianni Della Motta (Rimini, FO), Luigi Tempini (BS), Alfredo Miccoli (Torre S. Susanna,BR), Giovanni Seritti (Avezzano, AQ), Fabrizio Passarini (MC). Collegio dei Revisori dei Conti effettivi: Franco Caggianelli (TS), Marcella Mastroianni (Roma), Francesco Compagnini (CT) ; supplenti: Aristide Candini (BO) e Sergio Rossi (CA). 
Il 18 novembre 1984 a Roma nell'VIII Assemblea Straordinaria, per la modifica dello Statuto, con 175 sodalizi affiliati di cui 125 aventi diritto al voto e 110 presenti, fu approvato il nuovo testo dello Statuto che ha definitivamente modificato la denominazione in Federazione Italiana Hockey (FIH);

## Presidenti
- 1957 -1960 Giovanni Battista Brinchi Giusti
- 1967 -1970 Antonio Triglia
- 1971 - 1973 Antonio Triglia
- 1973 - 1985 Antonio Triglia
- 1985 - 2001 Sergio Melai
- 2001 - 2014 Luca Di Mauro
- 2015 - 2020 Sergio Mignardi

## Segretari
- 1957 - 1960 Sergio Baroni
- 1967 - 1971 Luigi Corbò
- 1971 - 1977 Enzo Alfier
- 1977 -         Riccardo Giorgini (ad interim f.f.)
- 1978 - 1979 Roberto Fabbricini (ad interim)
- 1979 - 1983 Giampiero Paolini
- 1983 - 1985 Enzo Alfier
- 1985 - 1991 Alessandro Aramu
- 1991 - 1999 Cipriano Zino
- 1999 - 2001 Carla Varese
- 2001 - 2002 Carmelo Cernigliaro
- 2002 - 2004 Angelo De Ambroggi
- 2004 -         Riccardo Giorgini (ad interim)
- 2004 -         Cristina Vicinanza (ad interim)
- 2004 - 2008 Vincenzo Ciampà
- 2008 - 2013 Fabio Pagliara
- 2013 - 2015 Cristina Vicinanza
- 2015 -          Cinzia Profeta (ad interim)
- 2016 - Francesca Vici